# Orògraf

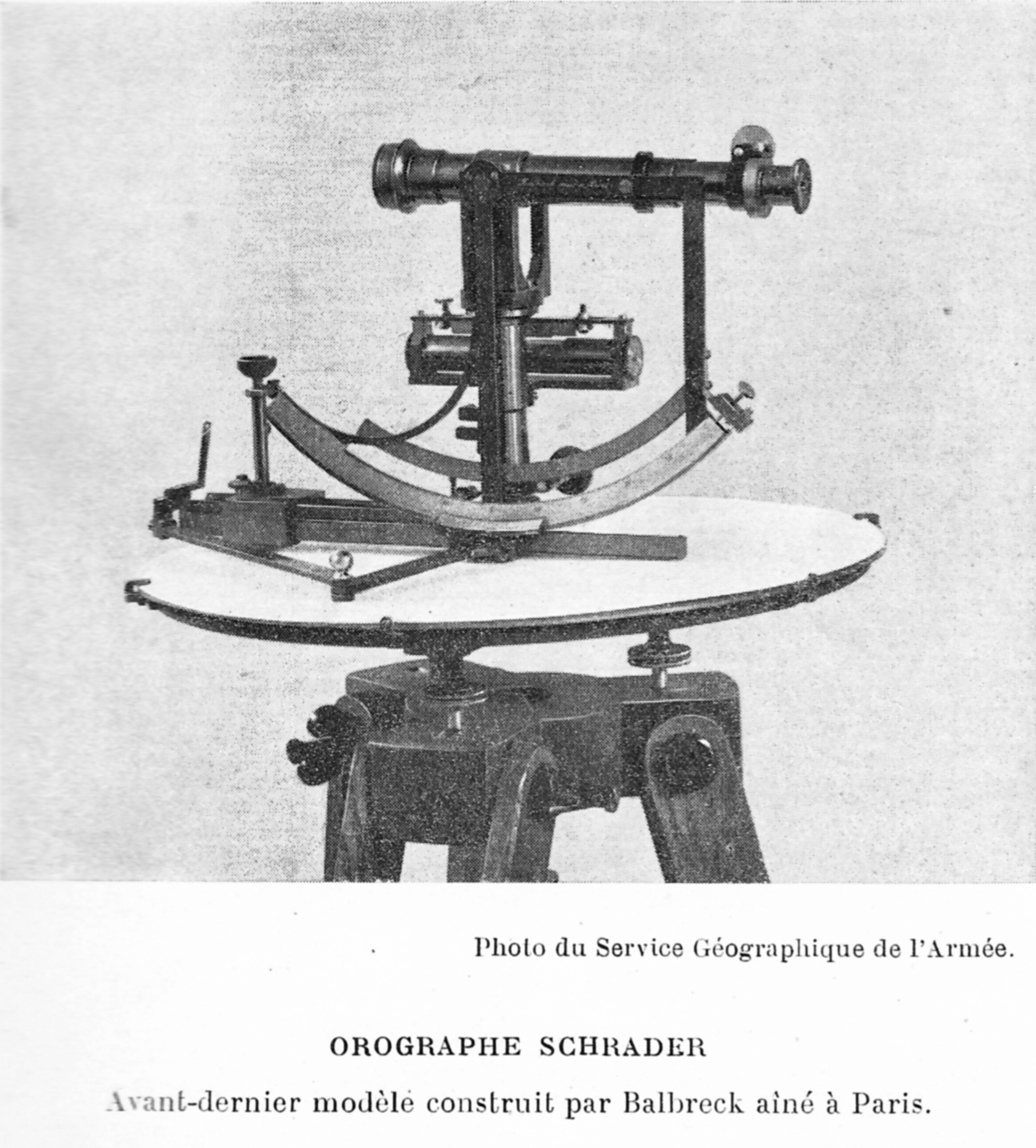
El cinquè model d'orògraf —completament metàl·lic— fou construït el 1885 seguint les instruccions de Schrader. La placa, de mida reduïda, facilita les vistes tant descendents com ascendents.

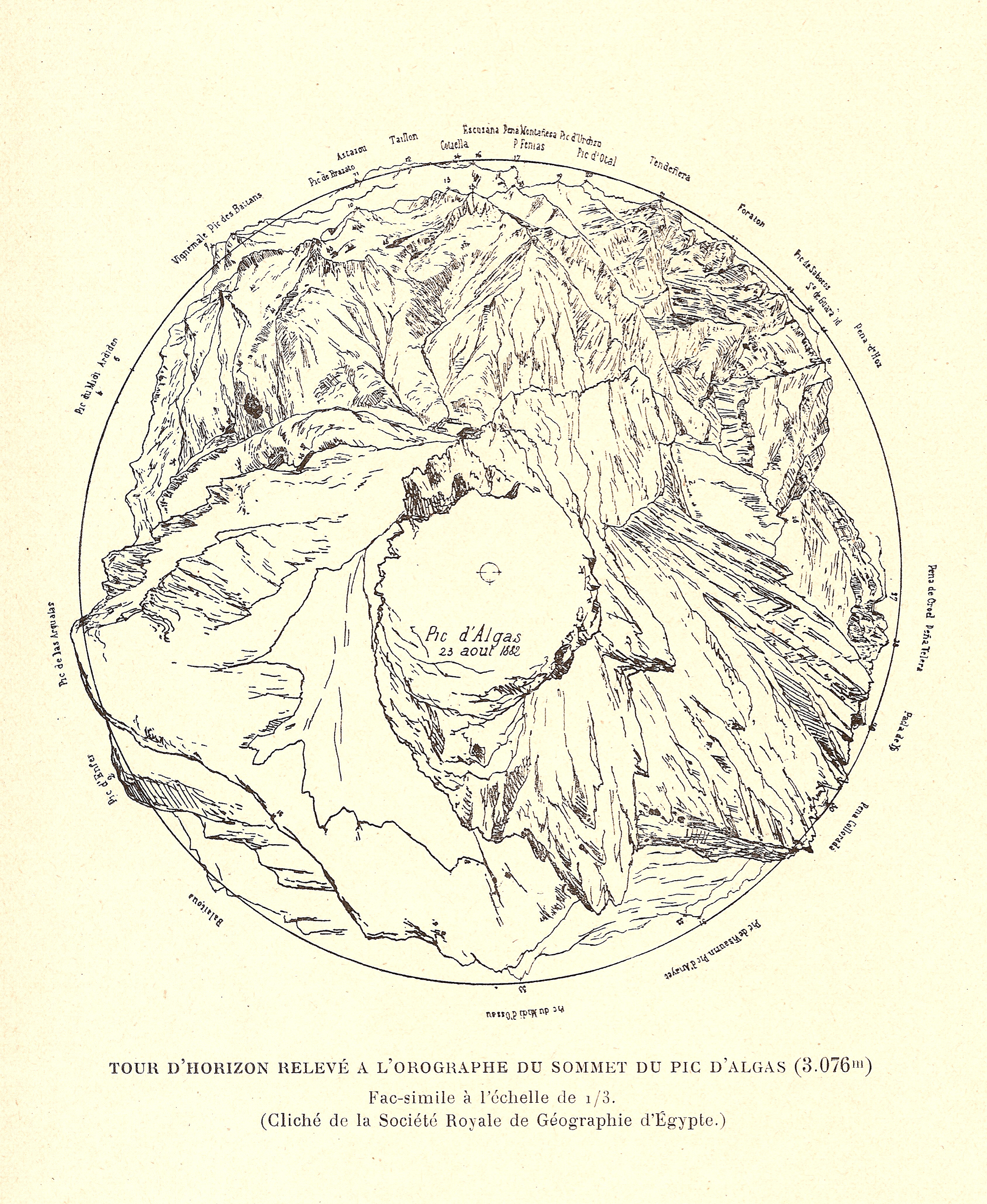
Una de les rotacions d'horitzó fetes amb orògraf per Franz Schrader.

L' orògraf fou inventat el 1873 per Franz Schrader per a facilitar la cartografia de regions muntanyoses mitjançant "rotacions d'horitzó".

## Funcionament
| « | Es tractava de combinar un instrument que tracés automàticament el traçat de les muntanyes en forma d'un esbós perigràfic pla. | » |

El principi del dispositiu és representar gràficament els moviments d'un telescopi de mira sobre una placa circular per a enregistrar directament l'azimut i l'alçada del punt objectiu. Inclou:
- una ullera mòbil tant al voltant d'un eix vertical com al voltant d'un pivot horitzontal connectat a aquest eix;
- un braç horitzontal que segueix la ullera en la seva rotació al voltant de l'eix vertical;
- un sector vertical unit a la ullera en la seva rotació al voltant del pivot horitzontal, connectat a un regle que llisca al llarg del braç horitzontal.

El regle està equipat amb un llapis que permet registrar les posicions dels objectius al disc horitzontal.
L'observador primer traça la línia de l'horitzó del punt d'observació, fent que la ullera ajustada horitzontalment faci una rotació completa. A continuació, apunta als punts principals del paisatge observat i enregistra, mitjançant creus, la seva posició al disc (aquests són els punts numerats del recorregut de l'horitzó). Pot esbossar, mitjançant moviments combinats —horitzontals i verticals— del telescopi, elements remarcables del relleu (crestes o línies de carenes).
L'observador completa llavors l'esbós "mecànic" amb complements afegits "a mà alçada, col·locant els detalls secundaris al mig de la xarxa de línies principals i donant als pics designats per creus el seu perfil característic". Un observador altament entrenat, com Schrader, podia completar un estudi en unes tres hores.
Aquests discs s'usaren per a crear mapes topogràfics amb mètodes topogràfics clàssics. L'avantatge de l'aixecament realitzat mitjançant un orògraf en quaderns de camp clàssics era que incloïen tant les indicacions d'azimut i alçada dels punts principals com la representació de les formes del relleu.
Schrader feu uns 160 estudis topogràfics que feu servir per a crear el mapa 1:40.000 del massís del Mont-Perdu i el mapa 1:100.000 dels Pirineus centrals.
Schrader intentà comercialitzar l'orògraf sense gaire èxit. L'instrument, tot i que era molt eficaç en mans d'un observador hàbil i d'un excel·lent delineant, es considerava difícil de manejar. A més, l'ús de la fotografia en topografia a partir de finals del segle xix ha fet que el dibuix fet directament sobre el terreny perdi interès.

## Mencions literàries
Perejaume esmenta aquest dispositiu a l'obra Oïsme. Una escriptura natural a partir dels croquis pirinencs de Jacint Verdaguer (1998).